# شهباز

بازسازی درفش شهباز که پرنده شهباز بر آن نقش بسته است.

شَهباز یا شاه‌باز نام نوعی پرنده شکاری است. این پرنده در دامنه و کوه‌های رشته کوه‌های البرز و زاگرس و قفقاز می‌زیست. نسل این پرنده کمیاب در حال انقراض است. این پرندهٔ شکارچی و گوشتخوار که گونه‌ای از بازها بشمار می‌رود، از لحاظ جثه از شاهین و باز بزرگ‌تر است. پرواز این پرنده همیشه در ارتفاع است و به ندرت مگر برای شکار به زمین نزدیک می‌شود.
به جز برای شکار به دامنه کوه‌ها و محل تجمع انسان نزدیک نمی‌شود. رنگ پرهای این پرنده سفید و سیاه است که گاه در اثر پرتوهای آفتاب به رنگ نقره‌ای یا طلایی دیده می‌شود که خطای دید است. این پرنده که از نمادها و سمبل‌های ایرانیان باستان و آریایی‌ها بوده بیشتر در کوه افسانه‌ای و مشهور دماوند دیده می‌شود. در بعضی از نوشته‌های کهن از این پرنده به عنوان یکی از خدایان و نجات بخش قوم آریا و هدایت‌کننده فرزندان فروهر به ایران زمین نام برده شده است.
علی بن احمد نسوی در بازنامهٔ خود می‌نویسد که «در طول شصت سال اشتغالش به بازداری، همه گونه «شِکَرَه» می‌داشته است «مگر سُنْقُر و باز سفید».» علی بن حسین مسعودی در مروج‌الذهب می‌نویسد «جمهور اهل معرفت به پرندگان و دیگر جانوران شکاری - از ایرانی و ترک و رومی و هندی و عرب - گفته‌اند که آن بازی که رنگش به سفیدی می‌زند از همهٔ بازها سریع‌تر، زیباتر، به تنْ نیکوتر و به دلْ بیباک‌تر است، از همه آسان‌تر تربیت می‌پذیرد و در اوج‌گیری و بلندپروازی و دورپروازی از همه نیرومندتر است، زیرا آن حرارت سوزان و جرأت که در او هست در هیچ‌یک از دیگر انواع بازان نیست. اختلاف رنگ‌های بازان در اثر اختلاف زیستگاه‌های آنهاست و، ازین‌رو، به سبب بسیاریِ برف در ارمنستان و خَزَران و گرگان و نواحی همسایه این‌ها در سرزمین تُرکان، بازهای سفید به رنگ سفید خالص در می‌آیند»

## واژه شهباز در فرهنگ لغات
برخی فرهنگ‌نویسان آن را باز سپید معرفی کرده‌اند که بسیار کمیاب است و به احتمال بسیار هم‌معنی تیقون یا طوغان در ترکی باشد. گاه نیز همهٔ انواع (باز) را شاه‌باز نامیده‌اند.
در فرهنگ واژه دهخدا چنین آمده است: «شهباز. [ش َ] (اِ مرکب) مخفف شاهباز. جانوری است شکاری که به جثه از باز بزرگتر و به گیرائی کمتر می‌باشد و باز بزرگ را نیز گویند. (برهان) (فرهنگ جهانگیری)»
در فرهنگ فارسی معین آمده: «شاهباز یا شهباز: گونه‌ای باز بزرگِ شکاری به رنگ‌های زرد و سفید.»
در فرهنگ فارسی عمید نیز چنین آمده است: «شاهباز یا شهباز (اسم)(زیست‌شناسی) نوعی پرندهٔ شکاری از تیرهٔ باز با منقار و چنگال‌های قوی و پرهای زرد، خرمایی، یا سفید که آن را برای شکار کردن پرندگان تربیت می‌کنند؛ باز سفید و بزرگ.»
آنچه که از ویژگی‌های بیان شده مانند جثهٔ بزرگ‌تر، کمیابی، رنگ سفید، دوری از انسان و مطابقت آن با گونه‌های موجود استنباط می‌شود، گونهٔ کنونی «طرلان» است.

## شهباز در گونه‌های پرندگان جهان
در پرندگان جهان، چندین گونه از سرده بازها ("Accipiter") وجود دارند که در نام فارسی آن‌ها "شهباز" و در نام انگلیسی آن‌ها "Goshawk" به کار رفته است (باز برابر با Hawk و شهباز برابر با Goshawk).
این گونه‌ها عبارتند از:
- شهباز کاکل‌دار
- شهباز سولاوسی
- شهباز سینه‌سرخ
- شهباز آفریقایی
- شهباز خاکستری
- شهباز گونه‌گون
- شهباز قهوه‌ای
- شهباز سیاه‌پوش
- شهباز ابلق
- شهباز شکم‌سفید
- شهباز فیجی
- شهباز سرخاکستری
- شهباز بریتانیای نو
- شهباز سیاه
- شهباز هنست
- شهباز مایری
- شهباز شمالی

## در ادبیات و شعر
شهباز در ادبیات و به خصوص شعر فارسی مورد استفاده بسیاری از شاعران بوده است، در بیشتر موارد علاوه بر معنی پرنده به معنی زمانه، تقدیر، سرانجام یا به همان معنی کهن و وظیفه شهباز در افسانه‌ها اشاره دارد.
ناصرخسرو:
| خِرد است آنکه ترا بنده شدستند بدو |  | به زمین شیر و پلنگ و به هوا بر شهباز |

حافظ:
| شهباز دست پادشهم این چه حالت است |  | کز یاد برده‌اند هوای نشیمنم |

حافظ:
| مرغ سان از قفس خاک هوایی گشتم |  | به هوایی که مگر صید کند شهبازم |

حافظ:
| شهپر زاغ و زغن زیبای صید و قید نیست |  | این کرامت همره شهباز و شاهین کرده‌اند |

سعدی:
| سعدی تو مرغ زیرکی خوبت به دست آورده‌ام |  | مشکل به دست آرد کسی مانند تو شهباز را |

سعدی:
| که شهباز من صید دام تو شد |  | مرا بود دولت بنام تو شد |

هاتف اصفهانی:
| گوشه‌گیری دام راه کس مباد        |  | صید ما از آشیان در چنگل شهباز ماند |
| حلقهٔ سرگشتگی دارد به گوش گردباد |  | نقش‌پایی‌هم‌گر از مجنون به‌صحرا        |

بیدل دهلوی:
| منت‌کش تکلف اخلاق‌کس مباد         |  | گنجشک را چه سود زشهبازآشنا     |
| از هرچه دم زنی به خموشی حواله‌کن |  | بیگانه‌ام ز خویش هم از ناز آشنا |

بیدل دهلوی:
| کریمی که از لطفش آباد گشت |  | به هر جا دلی بود از غم خراب |
| ز چنگال شهباز نیروش چرخ   |  | زبون چون کبوتر به چنگ عقاب  |
| قضا خیمهٔ دولتش چون فراخت  |  | به مسمار تأیید بستش طناب    |

اقبال لاهوری:
| دیدن دگر آموز شنیدن دگر آموز |  | ما چشم عقاب و دل شهباز نداریم   |
| چون مرغ سرا لذت پرواز نداریم |  | ای مرغ سرا خیز و پریدن دگر آموز |

اقبال لاهوری:
| بی پران را ذوق پروازی دهد |  | پشه را تمکین شهبازی دهد |
| با سلاطین در فتد مرد فقیر |  | از شکوه بوریا لرزد سریر |

سوزنی:
| نظام دین شه میزانیان که بر شاهان |  | خجسته فال تر است از همای و از شهباز |

خاقانی:
| اگر شهباز بگریزد چو سیمرغ |  | ز روی رشک معذور است ازیرا |

خاقانی:
| شهباز سخن به دولت تو |  | منقار برید نوپران را |

خاقانی:
| شهبازم ارچه بسته زبانم بگاه صید |  | گرد از هزار بلبل گویا برآورم |

از آنگاه که باز شهباز صبح از نشیمن افق پرواز کرد تا غراب ظلمت بال بگشاد. (ترجمهٔ تاریخ یمینی ص ۲۷۳). شهباز آفتاب چنگ در پردهٔ غِربیب غراب آویخت .(ترجمهٔ تاریخ یمینی ص ۳۵۵).
عطار:
| گرچه شهباز معرفت بودم |  | ریختم بال و پر چه می‌طلبی |

خواجوی کرمانی:
| کار خرد ضربت این ساز نیست |  | صید ملخ شیوهٔ شهباز نیست |

- شهباز بیضا؛ شهباز سپید:

خاقانی:
| کعبه را باشد کبوتر در حرم |  | در حرم شهبازبیضا دیده‌ام |